# Punta Sommeiller
La Punta Sommeiller (3.333 m - Pointe Sommeiller in francese) è una montagna delle Alpi Cozie situata lungo la linea di confine tra l'Italia e la Francia.

## Toponimo
(Bollettino del Club Alpino Italiano, 1875, vol. 9 pag. 358)
Anticamente era chiamata Monte Balme oppure Rognosa di Galambra; in seguito è stata così chiamata dal geologo Martino Baretti (al quale si deve anche la prima ascensione documentata alla cima) per evitare la confusione con le altre rognose della zona e in ricordo dell'ingegnere Germain Sommeiller, che diresse i lavori del Traforo ferroviario del Frejus.

## Descrizione

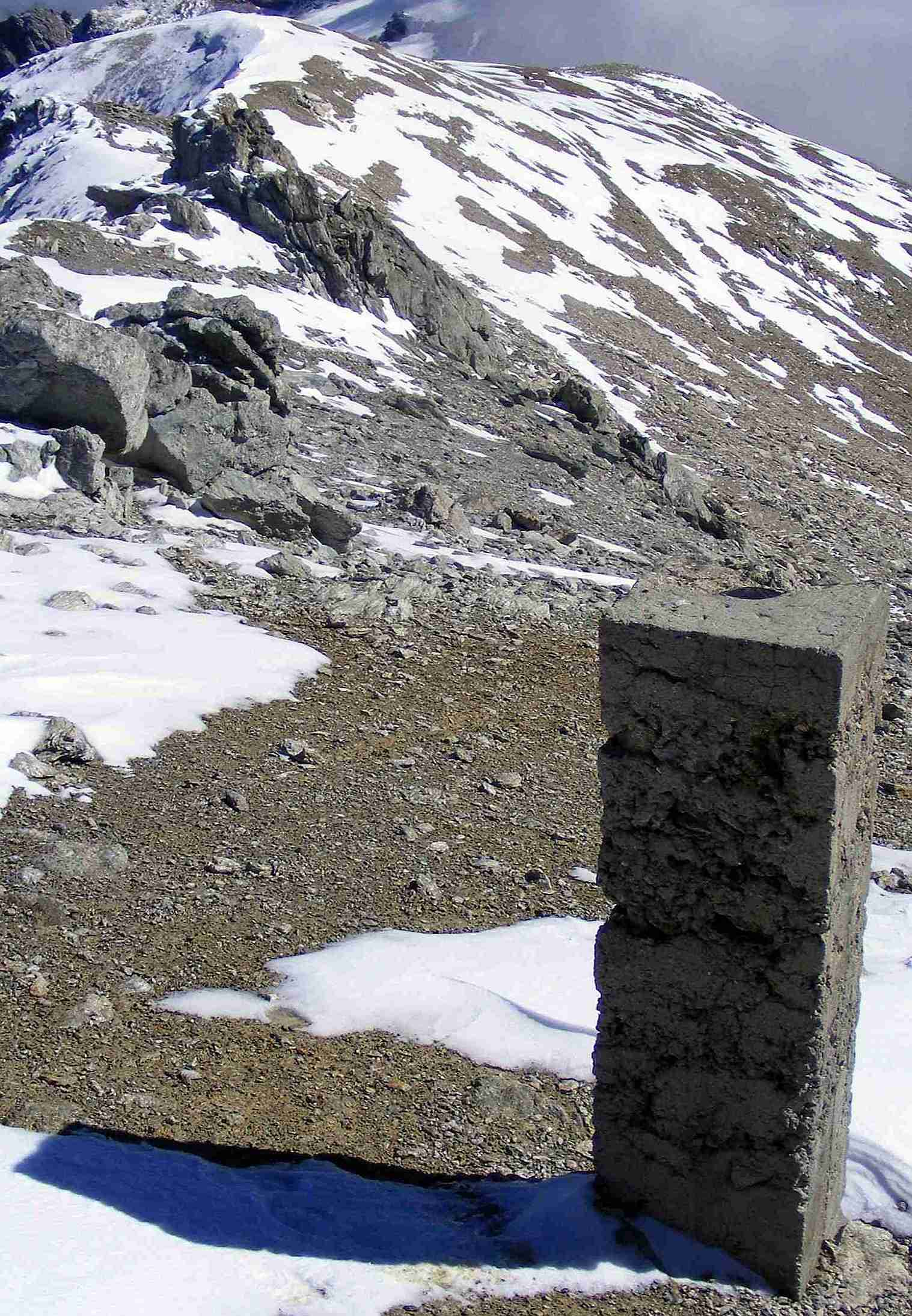
Il pilastrino IGM sulla cima della montagna

La montagna è contornata da diversi ghiacciai attualmente in fase di ritiro molto accentuato.
Sulla cima, evidenziato da un pilastrino di calcestruzzo, si trova il punto geodetico trigonometrico dell'IGM denominato Monte Sommeiller (cod. 054052). Sono pure presenti un grosso ometto di pietre con un bastone di legno conficcato in mezzo.
Amministrativamente la montagna è divisa tra i comuni italiani di Bardonecchia (versante SW) e Exilles (versante SE) e quello francese di Bramans (versante N).

## Ascesa alla vetta

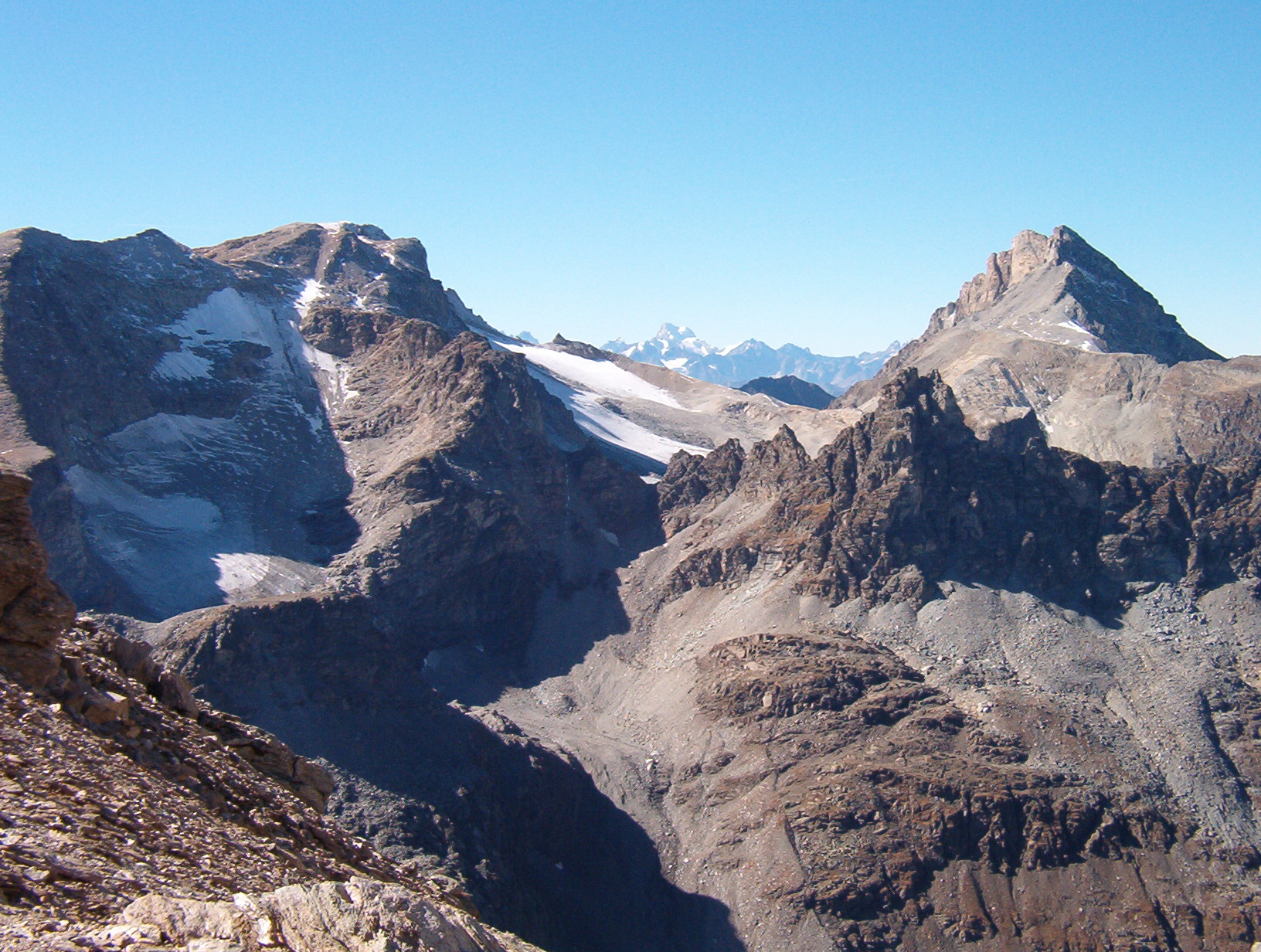
Punta Sommeiller (a sinistra) e Rognosa d'Etiache, viste dalla Rocca d'Ambin, con al centro il Colle del Sommeiller

L'ascesa dal versante italiano avviene normalmente dal rifugio Camillo Scarfiotti oppure dal rifugio Levi Molinari tramite il passo settentrionale dei Fourneaux (3.159 m) e il detritico crestone meridionale.
Può anche essere raggiunta per la cresta nord-est partendo dal refuge d'Ambin e scavalcando poi l'omonimo Monte Ambin.

## Punti di appoggio
- Rifugio Scarfiotti
- Rifugio Levi Molinari
- Bivacco Sigot
- Rifugio d'Ambin